# Cultura de tecidos de plantas
Cultura de tecidos de plantas é uma técnica utilizada para propagar, estudar ou conservar células, tecidos ou órgãos vegetais, denominados de explantes. O princípio básico dessa técnica é a totipotência das células e o cultivo em ambiente axênico (asséptico). O uso mais conhecido dessa técnica é a micropropagação, técnico de clonagem vegetal que usa micropropágulos e ambiente asséptico para o desenvolvimento de diferentes fases:  Estabelecimento in vitro;  Multiplicação e Alongamento, enraizamento in vitro e aclimatização.
Atualmente biofábricas tem empregados técnicas de cultura de tecidos para a produção massal de mudas para finalidades comerciais. O uso de biorreatores favorece a automação dessas fábricas de plantas diminuindo o custo e a mão de obra.